# Meta-ankoleite
La meta-ankoleite (simbolo IMA: Mak) è un minerale molto raro del gruppo della meta-autunite appartenente alla classe dei "fosfati, arseniati e vanadati" con la composizione K(UO2)(PO4)·3H2O e quindi, da un punto di vista chimico, è un fosfato di uranile di potassio contenente acqua.

## Etimologia e storia
Il minerale è stato chiamato così nel 1966 in onore della sua località tipo, il campo di pegmatite di Ankole in Uganda.

## Classificazione
Già nell'obsoleta, ma ancora usata, 8ª edizione della sistematica minerale secondo Strunz, la meta-ankoleite apparteneva alla classe minerale di "fosfati, arseniati e vanadati" e da qui alla sottoclasse dei "fosfati acquosi, arseniati e vanadati con anioni estranei", dove veniva elencata insieme ad abernathyite, meta-autunite, metabassetite (in seguito non più considerata un minerale poiché identica alla bassetite), metaheinrichite, metakahlerite, metakirchheimerite, metanatroautunite, metanatrouranospinite, metanováčekite, metatorbernite, metauramphite, metauranocircite, metauranospinite, metazeunerite, sincosite e trögerite con le quali formava la "serie della meta-uranite" con il sistema nº VII/D.20b.
Nella Sistematica dei lapis (Lapis-Systematik) di Stefan Weiß, che è stata rivista e aggiornata l'ultima volta nel 2018, che si basa ancora su questa vecchia edizione di Strunz per considerazione verso i collezionisti privati e le collezioni istituzionali, al minerale è stato assegnato il sistema nº VII/E.02-140. In questa Sistematica ciò corrisponde alla divisione "Uranile fosfati/arseniati e uranile vanadati con [UO2]2+-[PO4]/[AsO4]3- e [UO2]2+-[V2O8]6-, con isotipi vanadati", dove la meta-ankoleite insieme ad abernathyite, bassetite, chernikovite, lehnerite, meta-autunite, metaheinrichite, metakahlerite, metakirchheimerite, metalodèvite, metanatroautunite, metanováčekite, metarauchite, metasaléeite, metatorbernite, metauranocircite, metauranospinite, metazeunerite, natrouranospinite, pseudo-autunite, ulrichite, uramarsite e uramphite forma il "gruppo della meta-autunite".
La nona edizione della sistematica minerale di Strunz, valida dal 2001 e aggiornata dall'Associazione Mineralogica Internazionale (IMA) fino al 2024, elenca la meta-ankoleite nella sottoclasse "8.E Fosfati e arsenati di uranile"; questa è ulteriormente suddivisa in base al rapporto tra il complesso uranile (UO2) e il complesso fosfato, arseniato o vanadato (RO4), in modo che il minerale possa essere trovato nella suddivisione "8.EB UO2:RO4 = 1:1" in base alla sua composizione, dove forma il gruppo senza nome nº 8.EB.15 insieme a chernikovite, uramarsite, abernathyite, trögerite, uramphite e natrouranospinite.
Anche la sistematica dei minerali secondo Dana, che viene utilizzata principalmente nel mondo anglosassone, classifica la meta-ankoleite nella classe dei "fosfati, arseniati e vanadati" e lì nella sottoclasse dei "fosfati contenenti acqua, ecc.". Qui è l'unico membro del gruppo senza nome nº 40.02a.08 all'interno della suddivisione "Fosfati idrati ecc., con A2+(B2+)2(XO4) • x(H2O), con (UO2)2+".

## Abito cristallino
La meta-ankoleite cristallizza nel sistema tetragonale nel gruppo spaziale P4/nmm (gruppo nº 129) con i parametri reticolari a = 6.993(10) Å, e c = 8,891(5) Å e una unità di formula per cella unitaria.

## Proprietà
Il minerale è molto radioattivo a causa del suo contenuto di uranio fino al 52,0% in peso. Tenendo conto della serie di decadimento naturale, per la meta-ankoleite è data un'attività specifica di circa 93,0 kBq/g (per confronto, il potassio naturale ha un'attività specifica di 0,0312 kBq/g).
La meta-ankoleite presenta fluorescenza giallo-verde a 365 nm e 245 nm.

## Origine e giacitura
La meta-ankoleite è molto rara ed è stata rinvenuta solo in pochi siti: nella miniera di "Los Azules" Cile; a Saint-Yrieix-la-Perche in Francia; a Tirpersdorf in Sassonia (Germania); a Capoterra in Sardegna (Italia).
Il minerale è stato travato anche in quattro giacimenti dagli Stati Uniti: contea di Humboldt (Nevada), miniera di Sterling (contea di Sussex in New Jersey), distretto minerario di Pueblo (contea di Harney, Oregon) e "Blue Lizard Mine" nella contea di San Juan (Utah) Inoltre la meta-ankoleite è stata trovata dallo Zimbabwe e nella sua località tipo, il campo di pegmatite di Ankole in Uganda.
La meta-ankoleite è un raro minerale secondario di uranio proveniente dalla zona di erosione di complesse pegmatiti granitiche come la pegmatite di Mungenyi in Uganda e la matrice sericitica di quarzo e arenaria (distretto di Sebungwe, Zimbabwe).

## Forma in cui si presenta in natura
La meta-ankoleite sviluppa solo cristalli molto piccoli, di colore giallo; sulla mattonella di prova, il colore del suo striscio è giallo pallido.